# Peppino di Capri e i suoi Rockers (1960)
Peppino di Capri e i suoi Rockers è il secondo album di Peppino di Capri.

## Descrizione
Al contrario del precedente con lo stesso titolo, questo disco pubblicato dalla Carisch ad aprile del 1960 è di formato normale.
Due canzoni, Malatia del cantautore Armando Romeo e Nun è peccato, erano già contenute nel disco precedente, mentre le altre erano comunque tutte già state pubblicate su 45 giri, tranne Nun giurà e Suonno, uscite contemporaneamente al disco.
Di particolare successo era stata Voce e' notte, rielaborazione di un classico partenopeo del 1904, incisa dal cantante con i suoi musicisti nel novembre dell'anno precedente, e che subito era entrata in hit parade piazzandosi alla settima posizione.
Anche Nun giurà, scritto da Romeo per il cantante caprese, avrà molto successo, pur non entrando tra i primi dieci singoli più venduti. Vi sono poi presenti alcune rielaborazioni di successi come È mezzanotte di Joe Sentieri e Libero di Modugno, entrambe presentate al Festival di Sanremo 1960, Marina di Rocco Granata, una delle canzoni più vendute del 1959, qui eseguita in versione inglese nella traduzione di John Maxwell diffusa nei paesi anglosassoni, e Danny Boy di Conway Twitty, basata su una musica tradizionale irlandese.
La copertina raffigura Di Capri con i suoi Rockers, seduti sulla tribuna dello Stadio San Paolo di Napoli.
Anche quest'album riscosse molto successo, risultando uno dei più venduti del 1960.
Quest'album non è mai stato ripubblicato in CD.

## Tracce
Lato A
1. Voce 'e notte (Edizioni musicali Bideri) (testo: Edoardo Nicolardi – musica: Ernesto De Curtis)
2. Nun giurà (Armando Romeo)
3. Abrete Sesamo (Ramon Marquez e Julian Novelo Molina)
4. Lassame (testo: Mario Cenci – musica: Mario Cenci e Marcello Scarponi)
5. Marina (Rocco Granata)
6. Malatia (testo in inglese di Caslow; Edizioni musicali Radiofilmusica) (Armando Romeo)
7. È mezzanotte (testo: Alberto Testa – musica: Rinaldo Cozzoli e Giulio Compare)

Lato B
1. Danny Boy (testo: Frederick Weatherly – musica: musica tradizionale)
2. Ghiaccio (testo: Alfredo Paone – musica: Lello Caravaglios e Raffaele Ronga)
3. Il mio incubo (Edizioni musicali Chappell) (Claudio Intrieri)
4. Suonno (Edizioni musicali Chappell) (testo: Mario Cenci e Giuseppe Faiella – musica: Mario Cenci e Gino Mazzocchi)
5. Nun songh'io (testo: Alfredo Paone – musica: Lello Caravaglios)
6. Nun è peccato (edizioni musicali C.A. Rossi Editore) (testo: Ugo Calise – musica: Ugo Calise, Carlo Alberto Rossi e Silvano Birga)
7. Libero (testo: Domenico Modugno e Franco Migliacci – musica: Domenico Modugno)

## Formazione
- Peppino di Capri: voce, pianoforte
- Ettore Falconieri: batteria
- Mario Cenci: chitarra, cori
- Pino Amenta: contrabbasso, cori
- Gabriele Varano: sax, cori